# Тврђава дон Морантеа
Тврђава дон Морантеа 53. епизода серијала Мали ренџер (Кит Телер) објављена у Лунов магнус стрипу бр. 147. Епизода је изашла у мају 1975. године, имала 83 странице и коштала 6 динара (0,85 DEM; 0,35 $). Аутор насловнице није познат. Издавач је био Дневник из Новог Сада. Ово је други део епизоде која је започела у ЛМС-146.

## Оригинална епизода
Оригинална епизода под називом Malatierra! (Зла земља) изашла је у Италији у издању Sergio Bonnelli Editore у априлу 1968. године под редним бројем 53. Коштала је 200 лира (1,27 DEM; 0,32 $). Епизоду је нацртао Франческо Гамба, а сценарио написао Андреа Лавецоло. Насловницу је нацртао Франко Донатели.

## Кратак садржај
Користећи гужву која је настала пожаром на хацијенди дон Морантеа, Кит улази у подрум у коме затворен налази Јесу Агорада. Јесу је затвореник којег дон Моранте покушава да присили да му прода земљу на којој се налази рудник сребра. Кит ослобађа Јесуа, али не успева да га извуче са хацијенде, већ га уз помоћ Мириам сакрива у подруму вина. Дон Моранте шаље помоћнике да претраже целу хацијенду. За то време он сам одлази на хитан састанак са члановима Већа седморице у рушевинама старе мисије.
Кит, Френки и Бренди Џим успевају да кришом извуку дон Арогада са хацијенде и воде га на његово имање. Тамо Кит закљујучује да је дон Моранте вођа Ноћних коњаника. Циљ дон Морантеа је да уклони гувернера Стонбека, који је тренутно у кампањи за реизбор, да би уместо њега поставио свог човека, који ће му омогућити да лакше дође до земље и прода је влади Мексика (која је такође жели убог рудника сребра).
У завршници епизоде, Кит сам одлази у Стару мисију и звоном позива Ноћне коњанике да се окупе како би их намамио у клопку. Једини који је прозрео Китову игру је дон Моранте, који жури да упозори Ноћне коњанике да им је Кит спремио клопку.

## Репризе
Ова епизода поново је објављена у Италији у оквиру If edizione бр. 27. у августу 2014. године (стр. 3-56). Ова едиција се репризра у Хрватској. Број 27. је изашао у августу 2018. год. под називом Malatierra. У Србији епизоде Кит Телера још увек нису репризиране.